# Еброїн
Еброїн (*Ébroïn, д/н — 680/681) — мажордом Нейстрії у 658—673 роках та Нейстрії та Бургундії в 675—680/681 роках.

## Життєпис

### Перше урядування
Походив зі знатного роду, але якого саме (нейстрійського, бургундського або галло-римського) достеменно не відомо. Вважається, що народився в Суассоні. Про початок кар'єри нічого невідомо.
У 658 році після смерті мажордома Нейстрії Ерхіноальда на заклик вищої знаті держави король Хлотар III призначив Еброїна новим мажордомом. У 658 році після смерті короля Сігіберта III Еброїн на заклик австразійської знаті виступив проти тамтешнього мажордома Ґрімоальда Старшого, який фактично узурпував владу й поставив свого сина Хільдеберта новим королем Австразії. Невдовзі Ґрімоальда було переможено, захоплено у полон й незабаром страчено. Еброїн надав війська герцогу Вульфоальду, що продовжив військові дії проти Хільдеберта, що чинив спротив до 661 року.
Після перемоги над королем Хільдебертом мажордом Еброїн сприяв передачі Хлотарю III влади в Австразії. Це було підтримано королевою-удовою і Вульфоальдом, що набув значної ваги в державі. 662 року на трон Австразії поставлено Хільдеріка II, неповнолітнього брата Хлотаря III.
Біда Високоповажний зазначав, що 668 року Еброїн затримав на шляху до Британії Феодора, який повертався зі своїми супутниками з Риму. Причиною цього стали побоювання мажордома, який вважав, що візантійський імператор Констант II утворює союз проти Франкської держави, а затримані є його конфідентами. Після з'ясування обставин справи, всі мандрівники були відпущені.

### Заслання
У 673 році Еброїн звів на трон Нейстрії та Бургундії Теодоріха III. Втім нейстрійська знать на чолі з Леодегарієм, єпископом Отена, і його братом Варіном, графом Парижа, незадоволена правлінням Еброїна, почала перемовини з Вульфоальдом про передачу трону Нейстрії і Бургундії Хільдеріку II. Отримавши від останнього запевнення, що він у всьому буде діяти відповідно до «Едикту Хлотаря II» 614 року, вороги Еброїна визнали короля Австразії своїм володарем. Теодоріх III і Еброїн були пострижені в ченці і заслані до монастиря Люксейль.
Восени 675 року Хільдерік II і його дружина Біліхільда були вбиті в результаті змови нейстрійської знаті на чолі з Боділоном. Значну роль у цих подіях зіграло невдоволення знаті Нейстрії засиллям австразійців при дворі короля. Завдяки Леодегарію новим королем знову був поставлений Теодоріх III. Вульфоальд позбувся посади мажордома Нейстрії та Бургундії і був змушений шукати притулку в Австразії. Його наступником у Нейстрії і Бургундії став один з найбільш впливових змовників Леудезій, хресний Еброїна. Але Еброїн, що також звільнився, став інтригувати проти мажордома Нейстрії та Бургундії.

### Друге урядування
Того ж року скориставшись боротьбою за владу між Хлодвігом III і Дагобертом II за трон Австразії, Еброїн підтримав першого, який став королем. Використовуючи можливості королівства Австразія, Еброїн вирішив протистояти Леудезію в Нейстрії. Спочатку з військом Еброїн дійшов до Уази. Поблизу Пон-Сент-Максанса він розбив загін прихильників нейстрійського мажордома Леудезія. Перехід війська Еброїна через Уазу змусив мажордома втікати разом з королем Теодоріхом III до Безьйо. Тут йому довелося кинути скарбниці, а в Кресі-ан-Понтьє розлучитися з королем. В результаті, королівська скарбниця і сам Теодоріх III були захоплені Еброїном. Підкоряючись тиску останнього король закликав Леудезія до примирення, Леудезій приїхав до свого хрещеника. Проте, незважаючи на отримані обіцянки в безпеці, він був убитий за наказом Еброїна. Були страчені і багато прихильників Леудезія, а що залишилися в живих знайшли притулок в Аквітанії.
Еброїн знову став мажордомом Нейстрії та Австразії. Незабаром зумів розправитися з усіма своїми ворогами, зокрема Леодегарієм (страчено 678 року). Відмовившись від підтримки Хлодвіга III, Еброїн повністю підпорядкував своїй владі Теодоріха III і керував від його імені. Але 676 року в Австразії було повалено Хлотаря III і мажордомом знову став Вульфоальд.
У 677 році Еброїн зробив спробу знову об'єднати Франкські королівства, але в битві при Лангре, де жодна зі сторін не здобула перемоги. Слідом за цим було укладено мир, який підтвердив існування кордонів королівств на 673 рік.
У 679 році, скориставшись із загибелі Дагоберта II, короля Австразії, та його мажордома Вульфоальда, Еброїн спробував знову захопити Австразію, у 680 або 681 році розпочавши нову військову кампанію проти Австразії. Йому протистояли Піпін Геристальський та його брат герцог Мартин. Спочатку в Блуа-дю-Фе (поблизу Лана) Еброїн наказав підступно вбити Мартина, що прибув на перемовини. Потім завдав поразки Піпіну Геристальському у битві біля Латофао. Піпін сховався в Намюрі, проте ще до того, як військо Еброїна підійшло до міста, наприкінці квітня або на початку березня був з особистої помсти убитий Ерменфредом, родичем Еброїна. Новим мажордомом Нейстрії і Бургундії став Вараттон.

## Родина
Дружина — Леутруда, сестра або небога Ерхіноальда
Діти:
- Бово